# Saskyłach
Saskyłach (ros. Саскылах) – wieś (ros. село, trb. sieło) w północnej Rosji, w ułusie anabarskim, w Jakucji, położona nad rzeką Anabar, ok. 180 km na południe od wybrzeża Morza Łaptiewów. W 2010 roku wieś liczyła 1982 mieszkańców.